# Euro Truck Simulator
Euro Truck Simulator est un jeu vidéo de simulation de conduite de poids lourds, développé par la société tchèque SCS Software et sorti en 2008. Premier jeu vidéo de simulation de poids lourds à se dérouler sur le réseau routier européen, il remporte l'année de sa sortie le prix « EuroTra Safety and Innovation Award », un prix qui récompense les initiatives contribuant à la sécurité routière. Conçu pour des ordinateurs fonctionnant sous Microsoft Windows, le jeu utilise OpenGL et DirectX.
Le but du jeu est d'accomplir, en tant que chauffeur de poids lourds, des livraisons à travers toute l'Europe continentale, sur des camions de marque fictive Swift, Valiant, Majestic et Runner, qui font respectivement référence aux marques européennes Scania, Volvo, Mercedes et Renault, la société de développement ne disposant pas des droits pour utiliser ces dernières. Les livraisons doivent s'effectuer en respectant les temps de conduite impartis, le code de la route en vigueur, en ramenant la marchandise intacte à bon port en un temps donné et en évitant d'endommager le véhicule. Les performances du camion sont améliorables tout au long du jeu et permettent d'atteindre le grade ultime de « Maître ».
Euro Truck fait suite à la sortie d'un jeu qui avait fait le succès de la société de développement tchèque, US Truck Road Simulator, également connu sous le titre 18 Wheels of Steel Haulin, qui reprenait le même principe, à savoir la simulation de conduite de poids lourds dans un environnement routier, mais qui se déroulait sur le territoire américain. De fait, les critiques de jeux vidéo, à la sortie d’Euro Truck, ont souvent comparé les deux titres. S'ils ont notamment souligné la plus grande accessibilité et la qualité, tant des graphismes grandement améliorés que du réalisme de conduite de ce dernier, ils ont en revanche déploré l'absence de certaines fonctionnalités présente dans le jeu initial, comme la possibilité de créer sa propre société de transport ou la disparition de certains détails tels que la CB de la cabine du chauffeur.

## Système de jeu

### Principe général
Euro Truck Simulator est un simulateur de conduite de camions à travers l'authentique réseau autoroutier d'Europe continentale. Il consiste non seulement à prendre en main et conduire, dans un contexte routier, un poids lourd, mais incorpore d'autres éléments réalistes tels que la livraison de marchandises d'une ville à une autre, ses problématiques d'orientation, de navigation et de délai de livraison, de consommation de carburant, de gestion de la fatigue et du sommeil, de respect du code de la route et de maintenance du véhicule.
Afin de garder une certaine jouabilité, le jeu possède son propre cycle temporel, avec notamment une compression du temps et des distances lors des phases de conduite sur route et autoroute. Le jeu n'a pas de véritable fin en soi; Le joueur peut en effet explorer le réseau routier et effectuer des missions de livraison au gré de ses envies. Néanmoins, le joueur, qui commence avec une somme d'argent donnée lui permettant d'acquérir un camion d'entrée de gamme, peut au fil des contrats faire fructifier son capital, et débloquer de nouveaux pays à explorer, améliorer les caractéristiques de son véhicule, et gravir les différents niveaux de carrière, l'échelon maximal étant le niveau de « Maître ».

### Villes et pays
| Pays               | Ville                 |
| ------------------ | --------------------- |
| Royaume-Uni        | Londres               |
| Royaume-Uni        | Manchester            |
| Royaume-Uni        | Newcastle             |
| Allemagne          | Berlin                |
| Allemagne          | Francfort-sur-le-Main |
| Allemagne          | Munich                |
| France             | Paris                 |
| France             | Lyon                  |
| France             | Bordeaux              |
| Espagne            | Madrid                |
| Espagne            | Barcelone             |
| Italie             | Rome                  |
| Italie             | Milan                 |
| Portugal           | Lisbonne              |
| Suisse             | Berne                 |
| Belgique           | Bruxelles             |
| Pays-Bas           | Amsterdam             |
| Autriche           | Vienne                |
| République tchèque | Prague                |
| Pologne            | Varsovie              |

### Contrôles et interface
Euro Truck Simulator peut se jouer au clavier seul, ou combiné à une souris, une manette de jeu ou un volant,. Les commandes de contrôle du véhicule sont nombreuses, et permettent, outre la conduite à proprement parler, de démarrer et couper le moteur, de gérer la boîte de vitesses, les clignotants et feux de détresse, les essuie-glaces, le frein de stationnement et les freins spécifiques aux camions qui permettent de freiner la charge de la remorque,. Le joueur a accès à une carte routière affichée dans un des coins de l'écran, peut gérer l'accrochage de la remorque, et peut également avoir accès, à tout moment, à des pages récapitulatives spécifiques telles que la page navigation, la page économie, la page carrière et la page statistiques,.

## Commercialisation
Le jeu est sorti en deux versions différentes. Une première version du jeu, estampillée 1.0, est sortie en format CD-ROM le 6 août 2008 en Allemagne, le 20 août en Pologne et le 29 août au Royaume-Uni.
Une version améliorée, dénommée « Gold Edition » et estampillée 1.2, a ensuite vu le jour, distribuée dans la plupart des pays européens, disponible à la vente à la fois en version « boîte » et en téléchargement sur Internet, ou sous forme de patch de mise à jour pour les possesseurs de la première version du jeu. Cette nouvelle version, outre sa compatibilité avec la bibliothèque DirectX, comprend des ajouts dans le jeu lui-même, dont l'intégration d'une partie du réseau autoroutier britannique et sa conduite à gauche, les transports par ferry Calais-Douvres, et l'ajout de routes à celles déjà existantes sur les territoires allemands et polonais.La dernière version du jeu est 1.3

## Sources
- (en) Cet article est partiellement ou en totalité issu de l’article de Wikipédia en anglais intitulé « Euro Truck Simulator » (voir la liste des auteurs).

Ouvrages
- Manuel de jeu Euro Truck Simulateur, SCS Software, 2008, 28 p. (lire en ligne [PDF])

Articles
- Gilles D., « Test US Trucks Road Simulator », Tom's Games,‎ 6 juin 2008 (lire en ligne)
- Dharn, « Test de Euro Truck Simulator sur PC », Jeuxvideo.com,‎ 9 février 2009 (lire en ligne)
- « Test Euro Truck Simulator », Simulation France Magazine,‎ 6 novembre 2008 (lire en ligne)